# Juan de Mesa

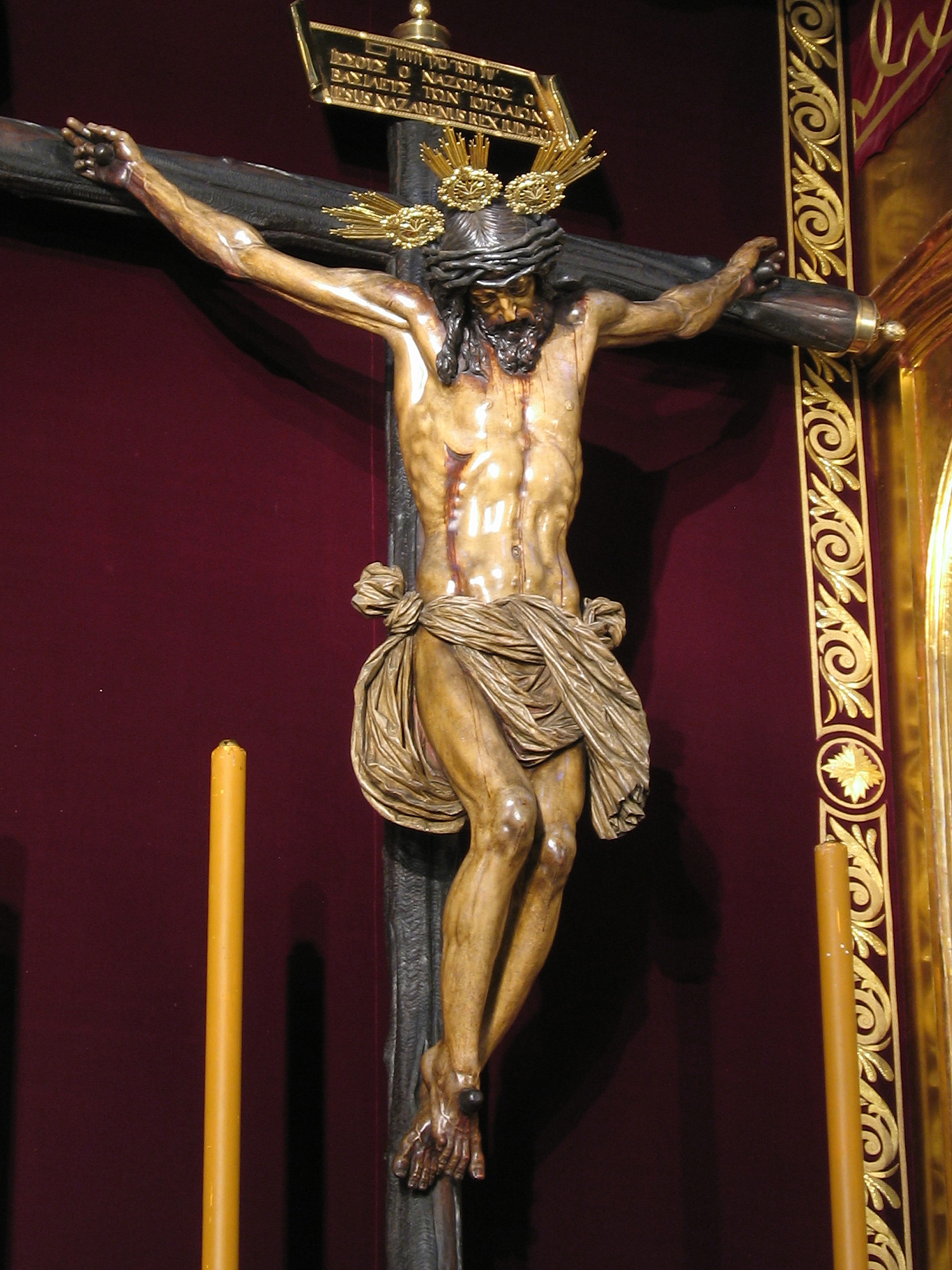
Cristo del Amor. Igreja do Salvador (Sevilha)

Juan de Mesa (Córdoba, 1583 - Sevilha, 1627) foi um escultor espanhol do barroco. Em 1606 mudou-se para Sevilha estudando com Juan Martínez Montañés.
É considerado um dos escultores mais destaques de seu período em Sevilha.